# Péninsule d'Oshima
Pour les articles homonymes, voir Oshima.
La péninsule d'Oshima (渡島 半島, Oshima-hantō) est une péninsule située au sud-ouest de l'île de Hokkaidō, au Japon.

## Géographie

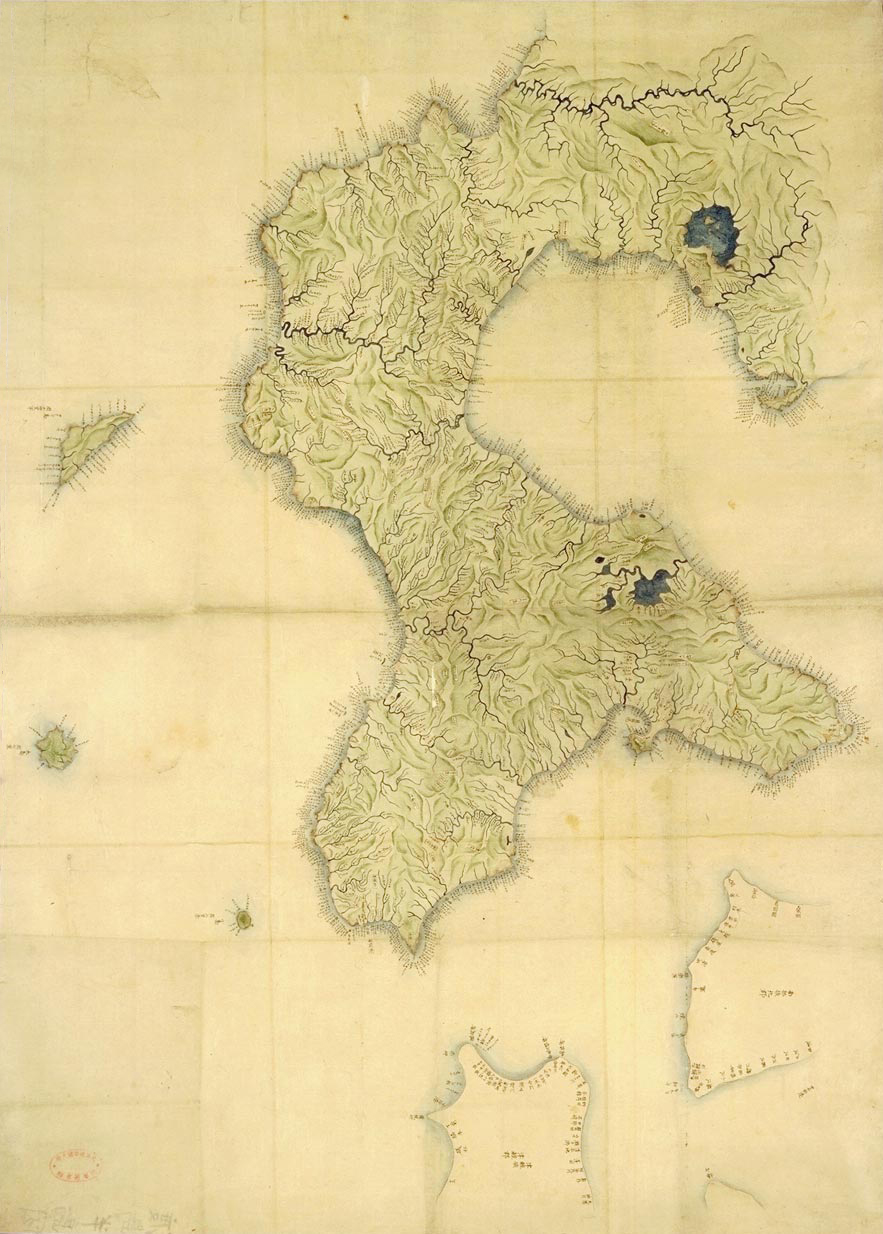
Carte de la péninsule d'Oshima.

La péninsule d'Oshima constitue l'extrémité sud-ouest de l'île de Hokkaidō et s'étend sur les sous-préfectures d'Oshima et de Hiyama. Elle est bordée par la baie d'Uchiura et l'océan Pacifique à l'est, le détroit de Tsugaru au sud et la mer du Japon à l'ouest. La partie sud forme une fourche composée de la péninsule de Matsumae face à la mer du Japon et de la péninsule de Kameda face à l'océan Pacifique.
Le relief de la péninsule d'Oshima est montagneux et comprend plusieurs volcans actifs tels que le mont E et le Hokkaido Koma-ga-take. La principale ville de la péninsule est Hakodate, située sur la péninsule de Kameda. La région possède également plusieurs onsen.